# اليسار الإسلامي
اليسار الإسلامي ويطلقون على أنفسهم الإسلاميون التقدميون هو تيار فكري ذو مرجعية إسلامية. ظهر بمصر ومن أبرز منظرية المفكر حسن حنفي، وفي تونس، ظهروا كتيار على هامش الحركة الإسلامية منذ نهاية السبعينات. ومن أبرز قيادات هذا التيار الجامعي أحميدة النيفر، الصحفي صلاح الدين الجورشي، والسياسي محمد القوماني، والإعلامي عبيدة فرج الله.
يتبنى هذا التيار رؤية مقاصدية للإسلام ويدير منتدى فكريا مفتوحا على كل التيارات يسمى منتدى الجاحظ كما أنشأ في 2013 جمعية تسمى «رابطة تونس للثقافة والتعدد».
أصدر هذا التيار في بداية الثمانينات مجلة فكرية عنوانها مجلة الفكر الإسلامي التقدمي 15-21، توقفت عن الصدور في مطلع التسعينات.
بعض الكتب التي أصدرها إسلاميون تقدميون في تونس: 
- «الإنسان والقرآن وجها لوجه» لحميدة النيفر.
- «الإسلاميون التقدميون في تونس» لصلاح الدين الجورشي
- «ما بعد العلمنة والأسلمة» لمحمد القوماني
- «من الشريعة الموروثة إلى الإنسان الخليفة» لمحمد هشام بوعتور
- «لاكريماليس» لمراد العربي